# Stanisław Gustaw Jaster
Stanisław Gustaw Jaster ps. „Hel” (ur. 1 stycznia 1921 we Lwowie, zm. po 12 lipca 1943 w Warszawie) – polski harcerz, uciekinier z obozu koncentracyjnego Auschwitz-Birkenau, żołnierz Armii Krajowej.
Zaginął w niewyjaśnionych okolicznościach po 12 lipca 1943 roku; przypuszcza się, że mógł zostać zabity przez kolegów z konspiracji lub zginął z rąk Niemców. W 1968 roku został oskarżony przez Aleksandra Kunickiego o współpracę z Gestapo i doprowadzenie do rozbicia oddziału specjalnego „Osa”-„Kosa 30”, co zapoczątkowało wieloletnią i emocjonalną debatę. Zdaniem wielu historyków i kombatantów Jaster był niewinny. Sprawa ta była jednym z najbardziej tajemniczych i kontrowersyjnych epizodów w historii Polskiego Państwa Podziemnego.
25 września 2019 roku Jaster został pośmiertnie odznaczony Krzyżem Kawalerskim Orderu Odrodzenia Polski, co może być uznane za jego symboliczną rehabilitację.

## Życiorys

### Okres przedwojenny
Urodził się 1 stycznia 1921 roku we Lwowie jako starszy z dwóch synów Stanisława Jastera i jego żony Eugenii z d. Sosnowskiej. Rodzina Jasterów znana była z tradycji patriotycznych. Stanisław senior, kawaler m.in. Orderu Virtuti Militari, od czasów szkolnych był zaangażowany w działalność niepodległościową, a po wybuchu I wojny światowej wstąpił ochotniczo do Legionów Polskich. W latach 1914–1915 walczył w szeregach 2. pułku piechoty, odnosząc ciężkie rany w bitwie pod Rarańczą. Uczestniczył także w obronie Lwowa, a szeregi odrodzonego Wojska Polskiego opuścił w stopniu majora (1929). Z kolei Eugenia Jaster była w młodości członkinią Żeńskiego Oddziału Polskich Drużyn Strzeleckich we Lwowie, a później służyła jako sanitariuszka w Legionach Polskich i w czasie obrony Lwowa.
W latach trzydziestych sytuacja materialna Jasterów była trudna. Po odejściu ze służby skarbowej (1936), bezrobotny Stanisław senior przez pewien czas był zmuszony prowadzić kiosk owocowo-warzywny w Halach Mirowskich (w czym pomagali mu synowie). Dzięki wysiłkom matki, zatrudnionej w Komunalnej Kasie Oszczędności, rodzina uniknęła jednak drastycznego obniżenia stopy życiowej.
W okresie dorastania Stanisław Gustaw dał się poznać jako chłopiec o niepokornym i niespokojnym charakterze. Z powodu problemów wychowawczych często zmieniał szkoły: początkowo uczęszczał do stołecznego Państwowego Gimnazjum Męskiego im. Księcia Józefa Poniatowskiego, później do Korpusu Kadetów nr 1 we Lwowie. W tej szkole ukończył IV klasę i zdał małą maturę, lecz po upływie roku zwolnił się na własną prośbę, zniechęcony panującymi w korpusie stosunkami. Ostatecznie został przyjęty do warszawskiego Państwowego Gimnazjum i Liceum im. Tadeusza Czackiego, gdzie w maju 1939 roku złożył egzamin maturalny. Według niektórych źródeł planował podjęcie studiów na Wydziale Architektury Politechniki Warszawskiej, czemu przeszkodził wybuch II wojny światowej.
Podobnie jak rodzice należał do harcerstwa. Uprawiał liczne sporty, przy czym jego największą pasją było żeglarstwo (uzyskał patent sternika Jachtowej Żeglugi Śródlądowej). Wśród rówieśników znany był z koleżeństwa, brawury i tężyzny fizycznej. Jednocześnie zdradzał zainteresowanie sztuką, w szczególności fascynował się malarstwem.

### Od kampanii wrześniowej do aresztowania
We wrześniu 1939 roku razem z ojcem i młodszym bratem prawdopodobnie brał udział  w obronie Warszawy. Przed kapitulacją Jasterowie mieli jakoby ukryć dużą ilość broni w swoim mieszkaniu przy ul. Pogonowskiego 11/13 na Żoliborzu.
Po rozpoczęciu niemieckiej okupacji rodzina Jasterów włączyła się w działalność podziemną. W ich mieszkaniu przechowywano broń i zakazane książki, organizowano tajne spotkania i czytano konspiracyjną prasę. W tym okresie Stanisław Gustaw prawdopodobnie nawiązał kontakt z dwoma członkami ZWZ, którzy w późniejszym czasie odegrali znaczącą rolę w warszawskiej konspiracji: Stanisławem Januszem Sosabowskim i Ludwikiem Bergerem.
Mimo wojny i okupacji nie porzucił zainteresowań artystycznych. Wiadomo, że uczęszczał na tajne kursy malarstwa i techniki rysunku organizowane przez artystę malarza Antoniego Suchanka.

### Uwięzienie i ucieczka z Auschwitz
19 września 1940 roku został aresztowany podczas wielkiej łapanki, urządzonej przez Niemców na Żoliborzu. Jego zatrzymanie było skutkiem nieszczęśliwego zbiegu okoliczności; uciekając przed Niemcami ukrył się z grupką młodszych chłopców w ruinach spalonej willi. W pewnym momencie jeden z uciekinierów trącił nogą cegłę, która upadła obok stojącego pod budynkiem oficera. Zaalarmowani Niemcy zatrzymali ukrywających się w ruinach Polaków; młodszych chłopców po pewnym czasie zwolniono, lecz Jaster jako najstarszy z zatrzymanych został oskarżony o próbę zamachu na oficera i osadzony na Pawiaku. 21 listopada 1940 roku został wywieziony do KL Auschwitz. W liczącym 300 więźniów transporcie dotarł do obozu następnego dnia.
W Auschwitz został oznaczony obozowym numerem 6438. Jako więzień pracował najpierw przy budowie dróg w tzw. Strassenbaukommando, a później w magazynach SS, mieszczących się w zabudowaniach dawnego Monopolu Tytoniowego (Hauptwirtschaftslager – dalej HWL). W 1941 roku zachorował na tyfus, lecz udało mu się wrócić do zdrowia. Jego rodzina podejmowała bezskuteczne starania u władz niemieckich celem wydostania go z obozu. W czasie pobytu w Auschwitz wstąpił do podziemnego Związku Organizacji Wojskowej, utworzonego przez rtm. Witolda Pileckiego. Nie porzucił pasji malarskiej. Według relacji narzeczonej, Anny Danuty Leśniewskiej, w zamian za żywność i przysługi wykonywał nawet portrety esesmanów i więźniów funkcyjnych.

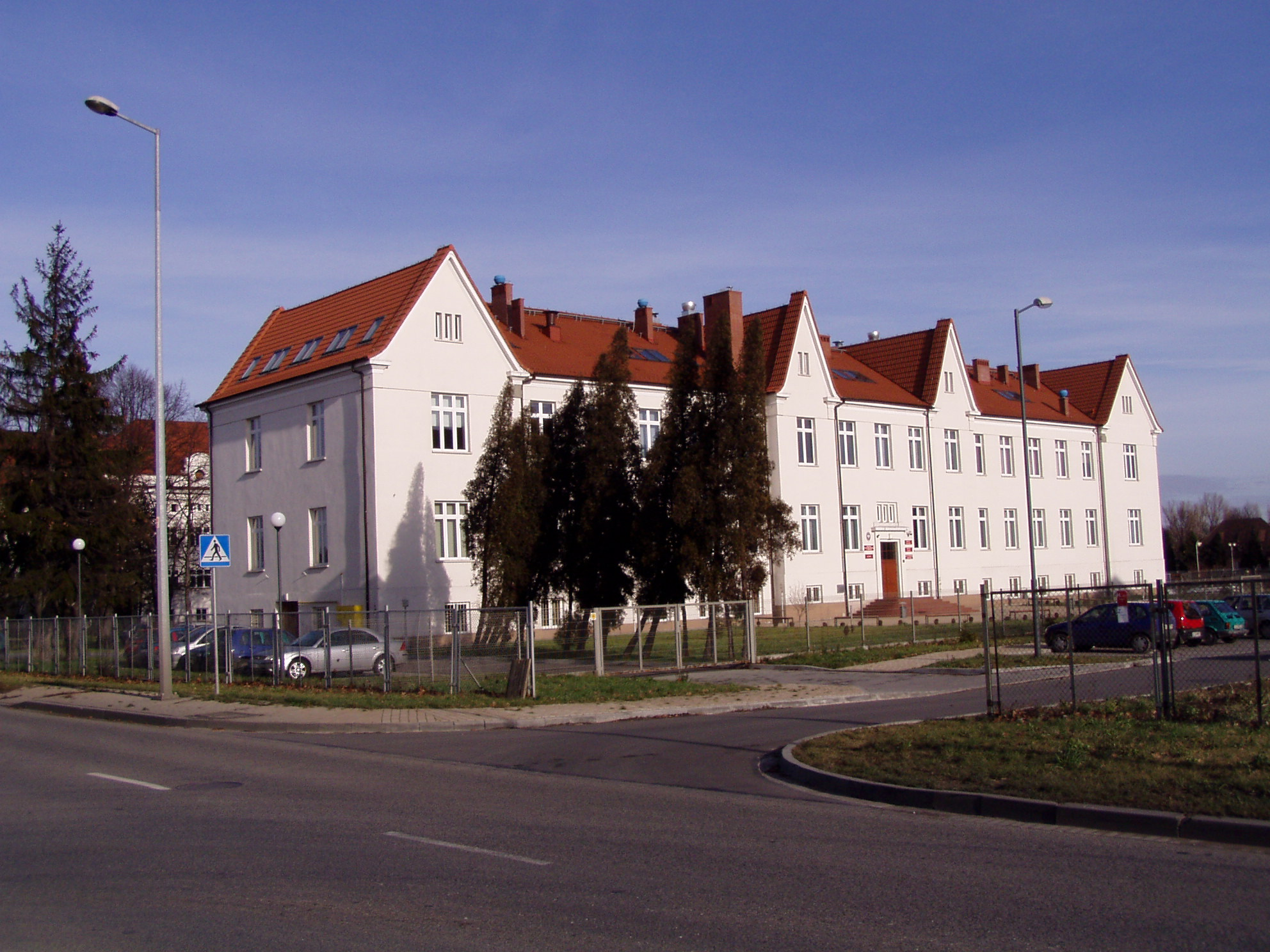
Budynek przedwojennego Monopolu Tytoniowego w Oświęcimiu, w którym ulokowano magazyny HWL

Jednym z więźniów pracujących w garażach HWL był Eugeniusz Bendera. Wiosną 1942 roku Politische Abteilung (obozowe Gestapo) umieściło go na liście osób przeznaczonych do rozstrzelania, lecz wykonanie wyroku zostało odłożone w związku z koniecznością zakończenia przez Benderę remontu kilku samochodów. Nie mając nic do stracenia, postanowił zaryzykować ucieczkę z obozu. W swój zamiar wtajemniczył dwóch więźniów zatrudnionych w HWL: Kazimierza Piechowskiego (harcerza z Tczewa), a następnie Józefa Lemparta (zakonnika z Wadowic). Plan ucieczki przewidywał, że celem zapobieżenia odwetowym represjom wobec współwięźniów uciekinierzy będą udawać członków fałszywego komanda roboczego, które obsługuje wózek-platformę (Rollwagenkommando). Zazwyczaj tego typu komanda składały się z czterech więźniów, stąd spiskowcy, aby nie wzbudzić podejrzeń, musieli dokooptować do swego grona jeszcze jedną osobę. Ucieczkę zaproponowano Alfonsowi Kiprowskiemu, który jednak zrezygnował, gdy autorzy planu nie zgodzili się na dołączenie do grupy jego bliskiego przyjaciela. Odmówił także inny przyjaciel Piechowskiego, Tadeusz Banasiewicz. Ostatecznie do grupy dołączył Stanisław Jaster. O wyborze zadecydowała znajomość Jastera z Piechowskim i dobra opinia, którą cieszył się wśród współwięźniów.

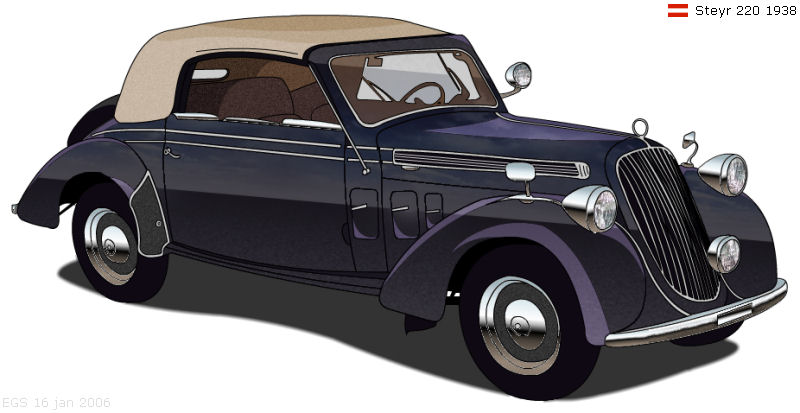
Steyr 220 w wersji cabrio. Takim pojazdem Jaster wraz z towarzyszami uciekli z Auschwitz.

W sobotę 20 czerwca 1942 roku w godzinach popołudniowych czterech spiskowców pozorujących członków Rollwagenkommando dostało się w pobliże magazynów HWL. Bendera podrabianym kluczem otworzył garaż, natomiast jego towarzysze przedostali się do podziemi HWL przez obluzowany wcześniej właz do bunkra koksowego. Następnie posługując się podrobionymi kluczami otworzyli kotłownię i kancelarię, a drzwi do magazynu z bronią i mundurami wyłamali znalezionym w piwnicy łomem. W magazynie przebrali się w esesmańskie mundury i zabrali karabiny, pistolety, granaty, amunicję i żywność. Z garażu wyprowadzili odkryty samochód osobowy marki Steyr 220, którym często posługiwał się szef HWL, SS-Hauptsturmführer Kreutzmann (niektóre źródła podają, prawdopodobnie błędnie, że pojazd należał do komendanta obozu). Następnie bez przeszkód ze strony Niemców opuścili obóz i odjechali w kierunku południowo-wschodnim. W rejonie Makowa Podhalańskiego samochód uległ awarii, wskutek czego uciekinierzy byli zmuszeni porzucić pojazd i kontynuować ucieczkę pieszo. Wkrótce grupa rozdzieliła się. Opuszczając Auschwitz, Jaster zabrał ze sobą raport rtm. Pileckiego. Był to zapewne jeden z powodów, dla których mimo wysokiego ryzyka zdecydował się wrócić do rodzinnej Warszawy.
Była to jedna z najbardziej brawurowych ucieczek w historii Auschwitz-Birkenau. Wywołała wielkie wrażenie w obozie i wpłynęła dodatnio na morale więźniów. Za uciekinierami wystawiono kilka listów gończych, w których znalazły się m.in. ich rysopisy. Niemieckie władze miały także wyznaczyć nagrodę w wysokości 500 tys. złotych za ujęcie uciekinierów lub wskazanie miejsca ich pobytu. W wyniku śledztwa przeprowadzonego przez obozowe władze, na śmierć w bunkrze głodowym został skazany kapo z HWL, reichsdeutsch Kurt Pachala vel Pachale. Kazimierz Piechowski twierdził, powołując się na relację Alfonsa Kiprowskiego, że siedmiu oficerów i podoficerów SS, których obarczono odpowiedzialnością za dopuszczenie do ucieczki więźniów, zostało karnie skierowanych na front wschodni.
Nie zastosowano zbiorowych represji wobec więźniów. Ukarano natomiast rodziny uciekinierów. Już 21 czerwca Gestapo aresztowało w Warszawie rodziców Jastera (oboje zginęli w Auschwitz). Zatrzymano również matkę Józefa Lemparta (zginęła w Auschwitz) i żonę Eugeniusza Bendery (według innego źródła, jego matkę).

### Walka w szeregach Armii Krajowej
Jaster zatrzymał się początkowo u swojej koleżanki, Anny Danuty Leśniewskiej zamieszkałej w podwarszawskim Komorowie. Zdołał odnaleźć młodszego brata, który uniknął aresztowania, gdyż w momencie akcji Gestapo przebywał poza domem. Bracia zamieszkali w wynajętym mieszkaniu przy ul. Wilanowskiej na warszawskim Solcu. Przybrali fałszywe nazwiska „Stanisław Król” i „Andrzej Adamczewski”. Na życie zarabiali jako tragarze pomagający przy przeprowadzkach. Przy pomocy rodziny Leśniewskich Stanisław wynajął jeszcze zapasowe mieszkanie przy ul. Spacerowej w Komorowie (był już w tym czasie zaręczony z Anną Danutą). Stale trapiły go jednak problemy finansowe.
Po powrocie do stolicy Jaster przekazał raport rtm. Pileckiego przedstawicielom Polskiego Państwa Podziemnego. Następnie zaangażował się w działalność konspiracyjną. Początkowo był związany z oddziałem por. Stanisława Janusza Sosabowskiego ps. „Stasinek”, później uzyskał oficjalny przydział do  Organizacji Specjalnych Akcji Bojowych („Osa”-„Kosa 30”), będącym elitarnym i głęboko zakonspirowanym oddziałem dyspozycyjnym Komendanta Głównego Armii Krajowej. Przybrał pseudonim „Hel” (aluzja do małocząsteczkowego, lżejszego od powietrza gazu, który „ciągle się ulatnia”). Uczestniczył w wielu akcjach bojowych oddziału: m.in. osobiście zlikwidował niemieckiego konfidenta mec. Wojciecha Wróblewskiego, kierował nieudanym zamachem na funkcjonariusza warszawskiego Gestapo Karola Schulza, a także był zaangażowany w organizację nieudanego zamachu na starostę garwolińskiego Karla Freudenthala. Pewne dowody wskazują, że obok służby w szeregach „Osy”-„Kosy 30” mógł mieć także związki z organizacją „Wachlarz”.
Bracia Jasterowie mieli nadzieję, że uda im się odbić matkę z rąk Niemców. Z racji swej znajomości z żołnierzami Szarych Szeregów, Józefem Saskim ps. „Katoda” i Janem Rodowiczem ps. „Anoda”, Stanisław wziął „gościnny” udział w akcji odbicia więźniów pod Celestynowem (z 19 na 20 maja 1943). Podczas ataku na niemiecki transport wyróżnił się szczególną odwagą i opanowaniem; wbrew swym nadziejom wśród uwolnionych więźniów nie znalazł jednak matki.
Jaster zdawał sobie sprawę, że będąc osobą intensywnie poszukiwaną przez Gestapo podejmuje wielkie ryzyko, zostając w Warszawie. Chcąc zminimalizować zagrożenie starał się często zmieniać ubiór i wygląd (m.in. tlenił włosy i wykorzystywał protezy przednich zębów). Będąc blondynem o blisko dwumetrowym wzroście z powodzeniem wykorzystywał swój „nordycki wygląd”, aby uchodzić za agenta Gestapo w cywilu. Z czasem zaczął posługiwać się fałszywymi dokumentami wystawionymi na „SS-Unterscharführera, Josefa Schmidta”.

### Śmierć

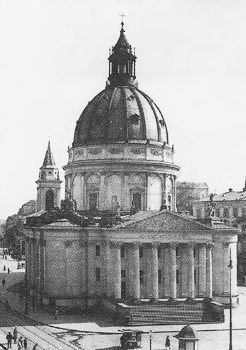
Kościół św. Aleksandra w Warszawie (wygląd przedwojenny), miejsce aresztowania żołnierzy oddziału „Osa”-„Kosa 30”

W sobotę 5 czerwca 1943 roku Gestapo niespodziewanie otoczyło kościół pw. św. Aleksandra na warszawskim placu Trzech Krzyży, w którym odbywał się ślub por. Mieczysława Uniejewskiego ps. „Marynarz”, oficera „Osy”-„Kosy 30”, z siostrą żołnierza tego oddziału, Teofilą Suchanek (córką Antoniego Suchanka). Niemcy zatrzymali niemal wszystkie przebywające w kościele osoby, w tym blisko 25 żołnierzy oddziału, którzy wbrew wszelkim zasadom konspiracji wzięli udział w uroczystości. Aresztowanych nowożeńców razem z całym orszakiem weselnym przewieziono na Pawiak, gdzie po szybkiej selekcji zostawiono 56 zatrzymanych. Niedługo później zaszły wypadki, które wskazały, że akcja Gestapo nie miała przypadkowego charakteru. Leon Wanat, więzień i kronikarz Pawiaka wspominał, że po kilku dniach niektórych więźniów aresztowanych w kościele św. Aleksandra kolejno wyprowadzono na więzienne podwórze. W tym samym czasie w pokoju przesłuchań czekał mężczyzna ukryty za futryną okna. Ten człowiek, „wzrostu średniego, szczupły, o śniadej cerze i ciemnych włosach”, wskazywał Niemcom osoby powiązane z konspiracją. Z kolei z datowanej na 1946 rok nieopublikowanej relacji łączniczki komórki wywiadowczej „Osy”-„Kosy 30”, Ireny Klimesz ps. „Bogna”, wynika, że tajemniczym konfidentem, który wskazywał Niemcom członków oddziału, była kobieta. Większość schwytanych żołnierzy „Osy”-„Kosy 30” została wkrótce rozstrzelana. Pozostałych aresztantów deportowano do obozów koncentracyjnych lub ślad po nich zaginął.
Mimo otrzymanego zaproszenia „Hel” nie pojawił się w kościele. Janusz Kwiatkowski ps. „Zaruta” twierdził, że zrezygnował z udziału w uroczystości, gdyż uważał to zgromadzenie za zbyt niebezpieczne. Z kolei, Hanna Komierowska, siostra jednego z aresztowanych żołnierzy, twierdziła, że w rozmowie z nią Jaster utrzymywał, iż nie pojawił się na ślubie, gdyż zaspał. Po wsypie bracia natychmiast wyprowadzili się z mieszkania przy ul. Wilanowskiej. Niedługo później pojawiło się tam Gestapo. Jednocześnie Jaster zwrócił się do łączniczki „Bogny”, z prośbą o umożliwienie mu spotkania z szefem sztabu oddziału, por. Mieczysławem Kudelskim ps. „Wiktor”. Zamierzał prosić go o przeniesienie poza Warszawę, najlepiej do oddziału partyzanckiego, na Kresach Wschodnich.
Mimo iż ocalałym żołnierzom zabroniono kontaktować się ze sobą, łączniczka przekazała „Wiktorowi” prośbę o rozmowę, a ten wyraził zgodę. Do spotkania doszło 12 lipca 1943 roku około godz. 18:00 opodal rogu ulic Nowogrodzkiej i Kruczej. W pewnym momencie do rozmawiających „Wiktora” i „Hela” podjechał niemiecki samochód policyjny. Obaj żołnierze zostali wciągnięci do pojazdu, który natychmiast odjechał w kierunku siedziby Gestapo w al. Szucha 25. Świadkiem tego wydarzenia miał być adiutant Komendanta Głównego AK, kpt. Ryszard Jamontt-Krzywicki ps. „Szymon”, który był w tym samym czasie umówiony na spotkanie z „Wiktorem”.
Jest to ostatnia pewna informacja na temat losów Stanisława Jastera. Kilka dni po aresztowaniu jego bliscy otrzymali nieoficjalną informację, że zdołał uciec z rąk Niemców. Wkrótce po zakończeniu wojny dotarły jednak do nich pogłoski, że „Hel” został zabity przez kolegów z konspiracji w jednym ze zrujnowanych domów na terenie Warszawy. Plotka o tym, że Jaster został oskarżony o zdradę i stracony z wyroku Polski Podziemnej, została pod koniec lat 60. uwiarygodniona, we wspomnieniach oficerów AK, Aleksandra Kunickiego i Emila Kumora. Nie zawierają  jednak informacji na temat dokładnych okoliczności jego śmierci. Co więcej żadne inne źródła nie potwierdzają, aby kontrwywiad AK prowadził śledztwo w sprawie „Hela”, ani też by była rozpatrywana przez Wojskowy Sąd Specjalny. Józef Saski przypuszczał, że pozasądową egzekucję Jastera zlecił wspomniany kpt. „Szymon”, a wyrok wykonali żołnierze podlegającego mu trzyosobowego zespołu ochronnego Komendanta Głównego AK, dowodzeni przez Jerzego Nowakowskiego ps. „Jureczek”.
Nie jest to jednak jedyna hipoteza na temat losów „Hela”. W niemieckim raporcie na temat likwidacji organizacji „Wachlarz” znalazła się informacja, że Stanisław Jaster – uciekinier z Auschwitz, który po wstąpieniu w szeregi „Wachlarza” organizował „zabójstwa Reichsdeutschów, Volksdeutschów i konfidentów” – został aresztowany w Warszawie 12 lipca 1943 roku. Informacja o aresztowaniu Jastera i polecenie zdjęcia go z listy poszukiwanych znajduje się także w księdze osób poszukiwanych wydanej 30 września 1943 roku przez poznańskie Gestapo. Z kolei we wspomnianej relacji „Bogny” z 1946 roku znajduje się informacja, że aresztowanych Kudelskiego i Jastera „szybko wykończono”. W świetle powyższych dokumentów staje się prawdopodobne, że Jaster wkrótce po aresztowaniu zginął z rąk Niemców.

## Kontrowersje wokół rzekomej zdrady „Hela”
W 1968 roku Instytut Wydawniczy „Pax” wydał wspomnienia Aleksandra Kunickiego ps. „Rayski”, zatytułowane Cichy front. Autor – w czasie wojny szef komórki wywiadowczej „Osy”-„Kosy 30” – poświęcił sprawie Jastera cały rozdział, zatytułowany Zdrajca. Opisał tam szczegółowo sprawę „wsypy” w kościele pw. św. Aleksandra, a także śledztwo prowadzone przez kontrwywiad AK. We wspomnieniach Kunickiego znalazła się m.in. informacja, że po aresztowaniu „Wiktora” po raz pierwszy zaczęto analizować rolę, którą w tej sprawie odegrał „Hel”. Łączniczka „Bogna” miała zeznać, że przejawiał on duże zainteresowanie kierownictwem oddziału i siecią jego punktów kontaktowych. Podejrzenia, które kontrwywiad żywił wobec Jastera, zamieniły się w pewność, gdy ten niespodziewanie wrócił do kolegów. Twierdził, że zaraz po aresztowaniu zdołał wyskoczyć z niemieckiego samochodu, otrzymując przy tym niegroźny postrzał w nogę. Oględziny lekarskie wykazały jednak, że rana pochodziła od pocisku kal. 7 mm, podczas gdy świadkowie aresztowania twierdzili, że Niemcy byli uzbrojeni w pistolety maszynowe kal. 9 mm. Co więcej, rana była stosunkowo płytka, nie spowodowała naruszenia kości i zadana została z tak bliskiej odległości, że na jej obrzeżu widoczne były ślady prochu. „Hel” nie potrafił przekonująco wyjaśnić tych wątpliwości. W dodatku miał znaleźć się świadek, który twierdził, że widział Jastera wychodzącego o własnych siłach z siedziby Gestapo w al. Szucha. W toku przesłuchań Jaster miał się załamać i przyznać do zdrady. To właśnie on miał wydać Niemcom uczestników uroczystości ślubnej, identyfikować zatrzymanych na Pawiaku, a później zastawić pułapkę na por. „Wiktora”. Rzekomo zeznał także, że jego ucieczka z Auschwitz została sfingowana przez Politische Abteilung celem uwiarygodnienia go w kręgach podziemnych. Zapewniał przy tym, że pozostali trzej uciekinierzy nie byli świadomi jego zdrady. Kunicki konkludował następująco: „Zdrajca i konfident Gestapo Stanisław Jaster pseudonim »Hel« wyrokiem sądu Armii Krajowej został skazany na śmierć. Wyrok wykonano”.
Rok później Instytut Wydawniczy „Pax” opublikował wspomnienia zmarłego w 1957 roku ppłk. Emila Kumora ps. „Krzyś”, szefa wydziału specjalnego sztabu KG AK, w których autor zamieścił relację kpt. Ryszarda Jamontt-Krzywickiego na temat aresztowania por. „Wiktora” i przebiegu śledztwa w sprawie „Hela”. Potwierdzała ona oskarżenia zawarte we wspomnieniach Kunickiego, choć obie relacje różniły się w szczegółach.
Wspomnienia Kunickiego zapoczątkowały wieloletnią i pełną emocji debatę. Wysunięte przezeń oskarżenia wywołały duże poruszenie wśród bliskich i znajomych „Hela”, a także w środowisku kombatanckim. W 1971 roku Jerzy Ambroziewicz opublikował w piśmie „Za Wolność i Lud” cykl artykułów zatytułowany Zdrajca czy bohater?, którego celem była obrona dobrego imienia Jastera. Ambroziewicz wskazał między innymi, że „Hel” nie odpowiadał rysopisowi konfidenta z Pawiaka, przekazanemu przez Leona Wanata, a w zachowanych dokumentach Wojskowego Sądu Specjalnego AK nie udało się odnaleźć akt śledztwa prowadzonego w jego sprawie, ani pisemnego wyroku. Zasugerował, że oskarżyciele mogli pomylić Jastera z innym żołnierzem AK o pseudonimie „Hel”, Karolem Biskupskim. Wskazał ponadto, że Kunicki prawdopodobnie nigdy nie zetknął się osobiście z Jasterem, a wszystkie informacje na jego temat uzyskał od osób trzecich.
Z poparciem dla Kunickiego wystąpili natomiast Piotr Stachiewicz (weteran i kronikarz Batalionu „Parasol”) i jeden z ostatnich żyjących żołnierzy „Osy”-„Kosy 30”, Stefan Smarzyński ps. „Balon”. W artykule Żołnierz czy konfident?, opublikowanym w lipcu 1971 na łamach tygodnika „Polityka” podjęli polemikę z tezami Ambroziewicza i jego zwolenników. Przytoczyli wówczas następujące argumenty, mające ich zdaniem świadczyć o winie Jastera:
- aż czterej żołnierze i współpracownicy Podziemia – Emil Kumor, Józef Saski ps. „Katoda”, Henryk Kozłowski ps. „Kmita” oraz mec. Zbigniew Witkowski – uzyskali informację od kpt. „Szymona”, iż  „Hel” był zdrajcą, a jego wina została bezsprzecznie udowodniona podczas śledztwa[86].
- Hanna Komierowska – siostra jednego z aresztowanych w kościele żołnierzy – twierdziła, że w dniu „wsypy” odwiedziła Jastera w jego mieszkaniu przy ul. Wilanowskiej, aby poinformować go o aresztowaniu kolegów. „Hel” miał być bardzo zakłopotany jej wizytą oraz nieprzekonująco tłumaczyć, że nie pojawił się na uroczystości, gdyż zaspał (ślub odbył się o godz. 12:00)[66].
- niezrozumiałe jest zachowanie Jastera po „wsypie” w kościele św. Aleksandra. Nie podjął bowiem próby nawiązania kontaktu ze swoim bezpośrednim przełożonym, ppor. Jerzym Kleczkowskim ps. „Ryś”, co pozostali żołnierze uczynili w ciągu 2–3 dni (m.in. poprzez skrzynkę kontaktową w jadłodajni M. Mroczek przy ul. Chmielnej 58). Zamiast tego usilnie próbował nawiązać kontakt z członkiem ścisłego sztabu oddziału, por. „Wiktorem”[87].
- z racji upływu czasu oraz warunków panujących na Pawiaku nie można traktować bezkrytycznie rysopisu konfidenta przekazanego przez Leona Wanata[66]. Ponadto jeden z aresztowanych żołnierzy, Andrzej Komierowski ps. „Andrzej”, zdołał przed śmiercią przemycić gryps, w którym informował, że konfident wskazujący konspiratorów znajdował się w jednym z bocznych pokoi i pozostawał ukryty za drzwiami wykonanymi z matowego szkła, co uniemożliwiało jego identyfikację. Z treści grypsu można również wysnuć przypuszczenie, że konfident nie znajdował się w gronie osób aresztowanych w czasie uroczystości oraz dobrze znał zatrzymanych[88].
- Stefania Sokal – siostra aresztowanej w kościele łączniczki sztabu oddziału, Aleksandry Sokal ps. „Władka” – twierdziła, że około 8 czerwca „Hel” z rozkazu por. Ludwika Bergera zabrał archiwum oddziału z mieszkania sióstr przy ul. Czarnieckiego 39/41. Jednocześnie aresztowana kilka dni później Maria Szatkowska utrzymywała, że podczas przesłuchania na Gestapo okazywano jej do rozpoznania zdjęcia żołnierzy oddziału pochodzące właśnie z tego archiwum (zdjęcia były wykorzystywane do wyrabiania fałszywych dokumentów). Informacja, iż owe zdjęcia znajdują się posiadaniu Niemców znalazła się również w grypsie „Andrzeja”. „Hel” miał obowiązek natychmiast zameldować o tak ważnym fakcie jak utrata archiwum oddziału, nic jednak nie wiadomo o tym, aby to uczynił. W ocenie Stachiewicza i Smarzyńskiego wyżej wymienione fakty wyraźnie obciążały Jastera[89].
- zachował się kilkunastostronicowy raport sporządzony przez SS-Hauptscharführera Folta, członka specjalnej jednostki policji bezpieczeństwa dowodzonej przez SS-Hauptsturmführera Alfreda Spilkera, dotyczący przede wszystkim śledztwa w sprawie nieudanego zamachu na Wyższego Dowódcę SS i Policji w Generalnym Gubernatorstwie SS-Obergruppenführera Friedricha Wilhelma Krügera. Zawarte w nim informacje wskazują, że aresztowanie żołnierzy „Osy”-„Kosy 30” umożliwiły m.in. donosy konfidenta powiązanego z warszawskim zespołem tego oddziału. Ponadto z raportu wynika, iż właśnie ten tajny współpracownik rozpoznawał na Pawiaku aresztowanych członków oddziału[88].
- brak akt śledztwa i pisemnego wyroku w dokumentach Wojskowego Sądu Specjalnego nie świadczy o niewinności „Hela”. Na mocy rozkazu Komendanta Głównego AK nr 24/804/1 z 11 maja 1943 roku dowódca Kierownictwa Dywersji płk Emil Fieldorf ps. „Nil” był bowiem upoważniony do jednoosobowego wydawania i egzekwowania wyroków śmierci w stosunku do osób zagrażających bezpośrednio Kedywowi[90].
- zeznania świadczące na korzyść Jastera były składane przez osoby z nim spokrewnione lub blisko związane[87].

W debacie, która toczyła się przez cały 1971 rok, zabrali głos weterani, historycy, byli więźniowie Auschwitz, krewni i znajomi Jastera. Ci ostatni wystosowali w jego obronie liczne listy i oświadczenia, adresowane do prasy, wydawnictw, władz organizacji kombatanckich i Państwowego Muzeum Auschwitz-Birkenau. Głos zabrali m.in. dwaj towarzysze ucieczki z Auschwitz, Józef Lempart i Kazimierz Piechowski, i niedoszły uciekinier, Alfons Kiprowski, którzy kategorycznie zaprzeczyli, jakoby ucieczka mogła zostać sfingowana przez Niemców. Leon Wanat wystosował list do tygodnika „Polityka”, w którym oświadczył, że jest pewien, iż dobrze zapamiętał wygląd konfidenta. Artykuły dotyczące sprawy Jastera pojawiły się także w prasie polonijnej. Z kolei w swej recenzji Cichego frontu do sprawy „Hela” odniósł się Tomasz Strzembosz, który wskazał nieścisłości i sprzeczności w argumentacji Kunickiego i różnice między jego relacją a wspomnieniami Emila Kumora. W konkluzji ocenił: „dowody, na których Kunicki opiera swe twierdzenie, że Jaster był zdrajcą, są, moim zdaniem, nieprzekonujące i niewystarczające […] Ta wyjątkowo trudna i przykra sprawa wymaga jeszcze szczegółowej i uważnej analizy. Autorytatywne stwierdzenia autora Cichego frontu nie powinny chyba pozostać ostatnim słowem w tej kwestii”.
Pod wpływem licznych głosów krytyki Kunicki był zmuszony przyznać, że nie uczestniczył bezpośrednio w śledztwie prowadzonym w sprawie Jastera, a informacje na jego temat uzyskał od kpt. Krzywickiego ps. „Szymon” za pośrednictwem osób trzecich, w tym Emila Kumora (ten z kolei również uzyskał te informacje od „Szymona” za pośrednictwem osoby trzeciej, plastyka Łukasza Powoskiego). Nie zmienił jednak zdania w sprawie rzekomej zdrady „Hela”. Mimo licznych prezentowanych publicznie kontrargumentów, oskarżenia wysunięte przez Kunickiego i Kumora, a poparte przez Smarzyńskiego i Stachiewicza, były w późniejszych latach powielane w publikacjach historycznych, wspomnieniowych i prasowych (m.in. we wspomnieniach dowódcy jednostki „Zagra-Lin”, Bernarda Drzyzgi). Niemniej w niektórych pozycjach historycznych i wspomnieniowych poświęconych okresowi niemieckiej okupacji znalazły odzwierciedlenie także wątpliwości zasiane w trakcie debaty.
Po kilkunastoletniej przerwie dyskusja została wznowiona za sprawą Adama Cyry, starszego kustosza Państwowego Muzeum Auschwitz-Birkenau, który przeanalizował dokumenty niemieckie i liczne oświadczenia, które napłynęły do muzeum po publikacji Cichego frontu. Na tej podstawie Cyra opublikował dwa artykuły na łamach tygodników „Kierunki” (1986) i „Panorama” (1987), w których przedstawił szereg dowodów przemawiających w obronie Jastera i wystąpił z postulatem jego rehabilitacji. W 1991 roku w czasopiśmie „Polska Zbrojna” ukazał się artykuł Janusza Kwiatkowskiego i Wiesława Raciborskiego pt. Dramat Stanisława Gustawa Jastera ps. „Hel”, gdzie ponownie przytoczono świadectwa wskazujące na niewinność „Hela” i wskazano liczne luki i nieścisłości w argumentacji jego oskarżycieli. Kwiatkowski i Raciborski zwrócili się także do władz Światowego Związku Żołnierzy Armii Krajowej z apelem o ponowne wszechstronne zbadanie sprawy i oficjalną rehabilitację Jastera.
Kolejny raz dyskusja została wznowiona na początku drugiej dekady XXI wieku. W 2011 roku w „Dużym Formacie”, dodatku do „Gazety Wyborczej”, ukazał się artykuł Piotra Płatka zatytułowany „Obrona „Hela”, w którym ponownie przytoczono dowody świadczące o niewinności Jastera. Sprawą „Hela” zajęła się również historyk Daria Czarnecka, która wyniki swoich badań opublikowała w książkach Sprawa Stanisława Gustawa Jastera ps. „Hel” w historiografii. Kreacja obrazu zdrajcy i obrona (wyd. IPN, 2014) i Największa zagadka Polskiego Państwa Podziemnego. Stanisław Gustaw Jaster – człowiek, który zniknął (wyd. PWN, 2016). Czarnecka dotarła do wielu dokumentów archiwalnych, których nie analizowano dotychczas w kontekście tej sprawy (w tym do dokumentów niemieckich), co pozwoliło jej wskazać sprzeczności we wcześniejszych wersjach wydarzeń i wysunąć nowe hipotezy na temat losów Jastera. W konkluzji Czarnecka uznała, że „nie ma mocnych dowodów na winę Staszka, co więcej – dużo świadczy na jego korzyść”, oceniając jednocześnie, że o ile nie znajdą się nowe dokumenty „tę sprawę można uznać za zamkniętą”. Jest ona również zdania, że Jaster „padł ofiarą pomyłki podziemia”.
Odmiennego zdania jest Hubert Kuberski, który podkreśla, że wobec śmierci kluczowych świadków oraz braku jednoznacznych dowodów w postaci dokumentów archiwalnych (spowodowanego zniszczeniem akt warszawskiego Gestapo w sierpniu 1944 roku oraz niewystarczającą kwerendą w archiwach niemieckich) ustalenia Czarneckiej mogą być uznane wyłącznie za „słabe poszlaki”, a jednoznaczne rozstrzygnięcie kwestii rzekomej zdrady „Hela” pozostaje niemożliwe.
W trakcie wieloletniej debaty zwolennicy tezy o niewinności Jastera wysuwali w jego obronie następujące argumenty:
- wszystkie materiały, które posłużyły Aleksandrowi Kunickiemu i Emilowi Kumorowi do oskarżenia „Hela” pochodziły od osób trzecich, przy czym pierwotnym źródłem oskarżeń była tylko jedna osoba – kpt. Ryszard Jamontt-Krzywicki ps. „Szymon”[19]. Tenże oficer zmarł natomiast w lutym 1957 roku (niespełna rok po wyjściu ze stalinowskiego więzienia) i nie pozostawił po sobie żadnych spisanych wspomnień[86].
- Jeszcze w 1957 roku Kunicki korespondując z Józefem Saskim wyrażał się o Jasterze z dużym uznaniem[106], a w swej nieopublikowanej relacji, spisanej kilkanaście lat po wojnie, odpowiedzialnością za „wsypę” w kościele św. Aleksandra obarczył byłą narzeczoną Mieczysława Uniejewskiego „Marynarza”, która w ten sposób miała się zemścić za zerwanie związku[62].
- oskarżyciele nie wskazali przekonujących motywów rzekomej zdrady Jastera[107].
- Jaster był członkiem obozowej konspiracji w Auschwitz. Nic nie wiadomo o tym, aby jego rzekoma zdrada przyniosła jakiekolwiek reperkusje dla obozowego ruchu oporu[19]. Jaster nie wydał także Niemcom współtowarzyszy ucieczki, choć wielokrotnie miał ku temu okazję[108].
- Jaster w ostatniej chwili został dokooptowany do grupy uciekinierów z Auschwitz, stąd mało prawdopodobne, aby owa ucieczka została sfingowana przez obozowe Gestapo[19]. Co więcej, zachowane niemieckie dokumenty wskazują, że za uciekinierami podjęto intensywny pościg, a w późniejszym czasie Gestapo przywiązywało dużą wagę do ich schwytania[i][109].
- więzień obozu koncentracyjnego był niejako „własnością” organu policyjnego, który zadecydował o jego skierowaniu do kacetu. Na zwerbowanie Jastera przez Politische Abteilung oraz sfingowanie jego ucieczki z Auschwitz musiałby więc wyrazić zgodę komendant policji bezpieczeństwa i służby bezpieczeństwa w Warszawie (KdS Warschau), SS-Obersturmbannführer Ludwig Hahn. Brak zachowanych niemieckich dokumentów (uległy zniszczeniu podczas powstania warszawskiego) uniemożliwia potwierdzenie tezy o delatorstwie Jastera[110].
- gdyby Jaster był konfidentem, to Niemcy w prowadzonej na użytek własny dokumentacji nie określaliby go mianem osoby poszukiwanej, a po jego zatrzymaniu nie wzmiankowaliby o nim jako o osobie aresztowanej, jak również nie anulowaliby wystawionych za nim listów gończych[72].
- wkrótce po ucieczce Jastera z obozu aresztowano jego ojca i matkę. Oboje zginęli w Auschwitz. Mało prawdopodobne, aby Niemcy postąpili tak, gdyby „Hel” rzeczywiście był ich agentem[53][111].
- kontakty „Hela” w warszawskiej konspiracji były bardzo szerokie i wykraczały poza jego macierzysty oddział (vide jego udział w akcji pod Celestynowem). Wydaje się mało prawdopodobne, aby Niemcy wykorzystali tak cennego konfidenta wyłącznie do rozbicia „Osy”-„Kosy 30”. Tymczasem nic nie wiadomo o tym, aby rzekoma zdrada „Hela” spowodowała aresztowania w innych oddziałach AK[19][53].
- Niemcy zaaranżowali aresztowanie „Wiktora” w sposób, który jednoznacznie rzucał podejrzenie na „Hela”. Wątpliwe, aby uczynili tak, gdyby rzeczywiście był cennym agentem ulokowanym w strukturach Polski Podziemnej[19].
- Jaster nie odpowiadał rysopisowi konfidenta z Pawiaka, przekazanemu przez Leona Wanata[83]. Co więcej, w odpowiedzi na artykuł Stachiewicza i Smarzyńskiego z 1971 roku Wanat wystosował list do tygodnika „Polityka”, w którym oświadczył, iż jest pewien, że dobrze zapamiętał wygląd konfidenta. Ponadto zakwestionował wówczas cytowane przez obu autorów informacje z grypsu Andrzeja Komierowskiego (m.in. wskazując, że na Pawiaku nie było pokoju ze szklanymi drzwiami)[94].
- we wrześniu 1971 roku Stefania Sokal oświadczyła, że w archiwum „Osy”-„Kosy 30”, które przekazała „Helowi” wkrótce po „wsypie” w kościele św. Aleksandra nie było żadnych zdjęć[19].
- Janusz Kwiatkowski ps. „Zaruta” – żołnierz AK i znajomy „Hela” – twierdził, że był naocznym świadkiem jego ucieczki z samochodu Gestapo[112].
- w zachowanych dokumentach Wojskowego Sądu Specjalnego AK nie udało się odnaleźć akt śledztwa prowadzonego w sprawie Jastera, a także pisemnego wyroku. Kwerenda pozwoliła jedynie odnaleźć dokumenty dotyczące procesu innego żołnierza AK o pseudonimie „Hel” – Karola Biskupskiego z pułku „Baszta”[84]. Ponadto jesienią 1970 roku Bernard Zakrzewski ps. „Oskar” (szef Wydziału Bezpieczeństwa i Kontrwywiadu Oddziału II KG AK) oraz Stanisław Leszczyński ps. „Vigil” (szef referatu 998 w Oddziale II KG AK), złożyli oświadczenia, w których stwierdzili, że podległe im komórki nie prowadziły śledztwa w sprawie Stanisława Jastera ani też nie jest im znany fakt, aby takie śledztwo było prowadzone w ramach innych struktur AK[19].
- latem 1943 roku na skutek działalności konfidentów Ludwika Kalksteina, Blanki Kaczorowskiej i Eugeniusza Świerczewskiego[j] niemiecki aparat bezpieczeństwa zadał serię bolesnych ciosów Polskiemu Państwu Podziemnego, której ukoronowaniem było aresztowanie komendanta głównego AK gen. Stefana Roweckiego ps. „Grot” (30 czerwca 1943). W atmosferze „szpiegomanii”, która ogarnęła wówczas struktury AK, „Hel” mógł łatwo paść ofiarą fałszywego oskarżenia i samosądu[19].
- fakt, iż rana „Hela” została zadana z najbliższej odległości oraz z pistoletu małego kalibru nie powinien budzić podejrzeń, gdy wziąć pod uwagę fakt, że do szarpaniny zakończonej jego ucieczką miało dojść w ciasnym samochodzie osobowym[19].
- jeżeli „przyciśnięcie do muru”, o którym w swej książce wspominał Kumor[113], oznaczało fizyczne tortury, nie dziwi fakt, iż Jaster mógł przyznać się do czynów, których nie popełnił[19].
- fakt, iż Jaster miał wyjść o własnych siłach z siedziby Gestapo w al. Szucha jest potencjalnie najważniejszym dowodem jego winy. Brak jednak jakichkolwiek bliższych informacji na ten temat, chociażby danych świadka, który miał go zidentyfikować[19].
- Stanisław Jaster mógł zostać pomylony z Teodorem Jasterem – uciekinierem z łódzkiego więzienia na Radogoszczu, którego po wojnie sądzono jako rzekomego niemieckiego konfidenta[114].

Sprawa Jastera długo pozostawała jednym z najbardziej tajemniczych i kontrowersyjnych epizodów w historii Polskiego Państwa Podziemnego i obozu Auschwitz-Birkenau.
W 2025 roku historyk amator Waldemar Stopczyński ujawnił nieznany wcześniej, odnaleziony w Archiwum Akt Nowych, raport autorstwa Kunickiego „Rayskiego”, skierowany do szefa sztabu Kedywu, mjr. Wacława Janaszka ps. „Bolek”. W dokumencie tym, datowanym na 21 sierpnia 1943 roku, przeanalizowano przyczyny rozbicia oddziału „Osa-Kosa 30”. Jego treść wskazuje jednoznacznie, że o wydanie Niemcom członków oddziału podejrzewano wyłącznie byłą narzeczoną Mieczysława Uniejewskiego „Marynarza”. Nie analizowano żadnych innych hipotez, a w szczególności nie podejrzewano o zdradę Stanisława Jastera. Stopczyński przytoczył jednocześnie nieopublikowaną relację łączniczki „Osy”-„Kosy 30”, Ireny Klimesz ps. „Bogna”, datowaną na 1946 rok, w której również jednoznacznie wskazano byłą narzeczoną „Marynarza” jako sprawczynię donosu. Oba dokumenty wskazują ponadto, że Jaster wkrótce po aresztowaniu został zabity przez Niemców. Stopczyński przypuszcza, że obarczenie Jastera winą za rozbicie „Osy-Kosy 30” było efektem zmowy grupy byłych oficerów AK, której motywy pozostają jednak niejasne.
25 września 2019 roku, decyzją prezydenta Andrzeja Dudy, Stanisław Jaster został pośmiertnie odznaczony Krzyżem Kawalerskim Orderu Odrodzenia Polski. Gest ten jest interpretowany jako jego symboliczna rehabilitacja.

## Upamiętnienie
Stanisław Gustaw Jaster, a także jego rodzice i brat Andrzej zostali upamiętnieni symbolicznymi inskrypcjami na grobowcu rodzinnym na cmentarzu ewangelicko-augsburskim w Warszawie.
Losom Stanisława Gustawa Jastera ps. „Hel” jest poświęcony film dokumentalny Jaster. Tajemnica Hela w reżyserii Marka Tomasza Pawłowskiego i Małgorzaty Walczak, którego premiera miała miejsce w 2014 roku.